# Maksymilian Rode

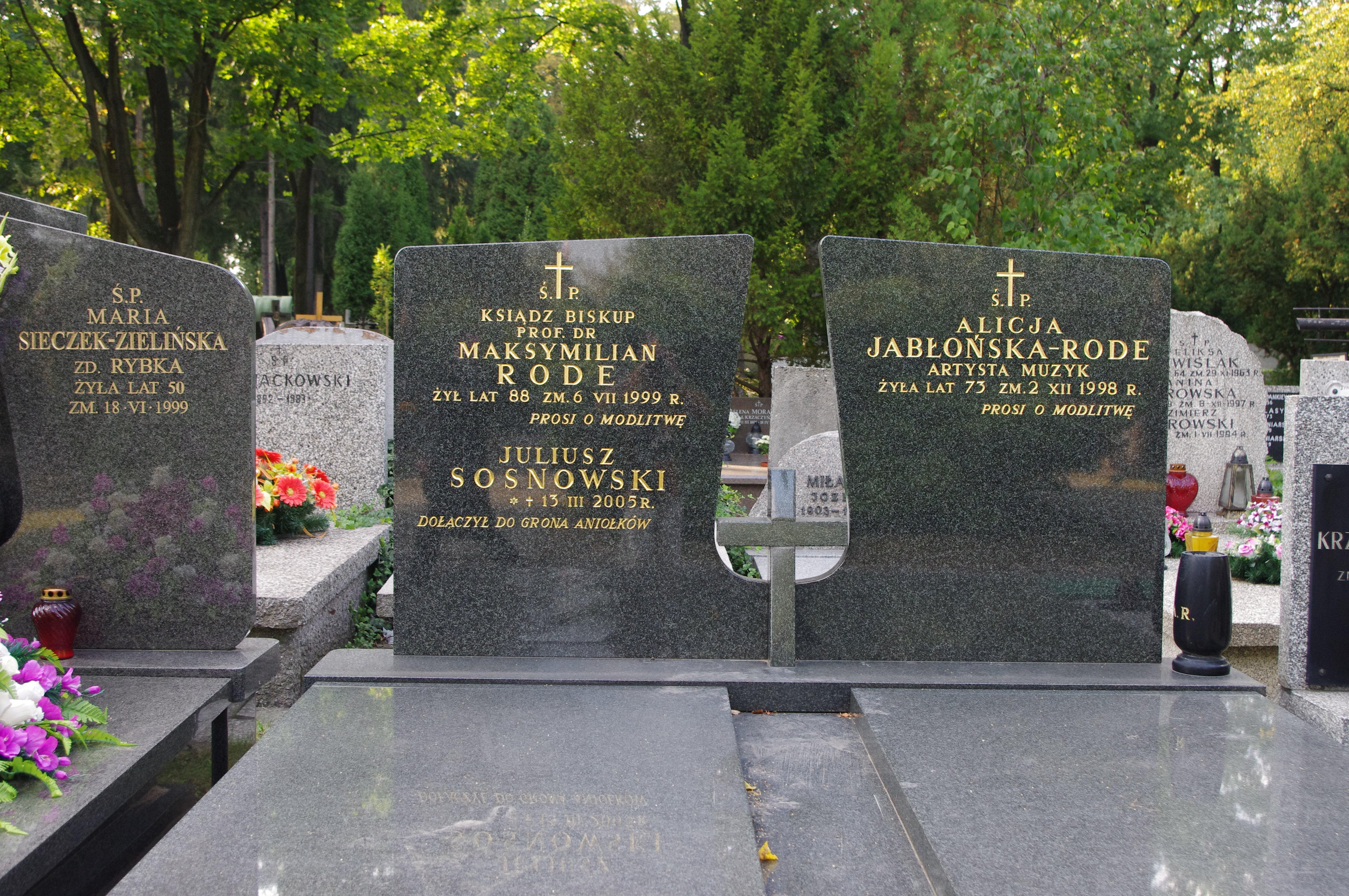
Grób ks. biskupa Maksymiliana Rode i artystki Alicji Jabłońskiej-Rode na Cmentarzu Wojskowym na Powązkach

Maksymilian Rode (ur. 13 września 1911 w Rogoźnie Wielkopolskim, zm. 6 lipca 1999 w Warszawie) – biskup-zwierzchnik Kościoła Polskokatolickiego w latach 1959–1965, wcześniej ksiądz rzymskokatolicki, profesor Chrześcijańskiej Akademii Teologicznej w Warszawie, publicysta, społecznik. 

## Życiorys
W 1930 rozpoczął studia filozoficzne w Arcybiskupim Seminarium Duchownym w Gnieźnie, które ukończył w 1932 i przeszedł na dalsze czteroletnie studia teologiczne w Arcybiskupim Seminarium Duchownym w Poznaniu. 15 czerwca 1935 otrzymał święcenia kapłańskie z rąk biskupa Walentego Dymka. W lipcu 1935 podjął pracę duszpasterską w Swarzędzu, w 1936 uzyskał tytuł magistra teologii na Wydziale Teologicznym Uniwersytetu Jana Kazimierza we Lwowie, a w 1938 stopień doktora teologii na Wydziale Teologii Katolickiej Uniwersytetu Warszawskiego. W październiku 1938 wyjechał do Louvain (Belgia) celem pogłębienia studiów w Ecole des Sciences Politiques et Sociales w zakresie katolickiej nauki społecznej.
W okresie okupacji niemieckiej przebywał początkowo w Niestronnie (k. Mogilna), gdzie w okresie od 7 września do 12 grudnia 1939 zastępował zmarłego proboszcza. Na początku 1940, znajdując się w Warszawie zajmował się pracą konspiracyjną. Zaczął tworzyć komplety szkolne i organizować pomoc dla osób wysiedlonych, w tym także dla duchownych, oraz wysyłanie paczek więźniom niemieckich obozów koncentracyjnych. Był inicjatorem i redaktorem czasopism konspiracyjnych: Kultura Polska  i Polityka Społeczna, organizował tajne nauczanie. 13 sierpnia 1944 został aresztowany przez Niemców i jako więzień polityczny przebywał w obozie koncentracyjnym w Oranienburg-Sachsenhausen, skąd uwolniony został w dniu 27 kwietnia 1945 przez wojska amerykańskie. 
Po zakończeniu II wojny światowej został administratorem parafii rzymskokatolickiej w Głuszynie, wkrótce objął stanowisko referenta duszpasterskiego Kurii Metropolitalnej w Poznaniu. Od października 1945 był wykładowcą na Wydziale Humanistycznym Uniwersytetu Poznańskiego, zajmując przy tym szereg stanowisk kościelnych i społecznych, był ponadto od października 1946 profesorem socjologii w Wyższym Instytucie Kultury Religijnej i Arcybiskupim Seminarium Duchownym w Poznaniu oraz od 1948 redaktorem naczelnym miesięczników: Wiadomości Duszpasterskie i Miesięcznik Kościelny oraz tygodnika Głos Katolicki. Jako osobisty przedstawiciel kardynała Augusta Hlonda prowadził też rozmowy polityczne z ówczesnym premierem i wicepremierem Rządu RP.
W 1951 wszedł w konflikt z ks. abp. Walentym Dymkiem, u podłoża którego były zawiedzione nadzieje na uzyskanie zaszczytów kościelnych. Napięcia te dodatkowo potęgowały bliskie kontakty ks. Rodego z kobietami. W wyniku kilkuletniego konfliktu, w 1956 ks. Rode porzucił stan kapłański i wstąpił w związek małżeński. Urząd do Spraw Wyznań wykorzystał taki rozwój sytuacji: suspendowany przez Watykan, posiadający talenty organizacyjne i znane w środowisku rzymskokatolickim nazwisko, Maksymilian Rode stał się najodpowiedniejszym kandydatem ówczesnej władzy na przewodzenie Kościołowi Polskokatolickiemu w PRL. Już 20 grudnia 1958 został powołany na stanowisko wikariusza generalnego Kościoła Polskokatolickiego w PRL. Rada Kościoła Polskokatolickiego PRL na swej sesji w dniu 9 czerwca 1959 wybrała go na biskupa ordynariusza Kościoła, co owacyjnie poparł i przez głosowanie jednomyślnie zatwierdził IV Synod Ogólnopolski, odbyty w dniach 16—17 czerwca 1959 w Warszawie. Sakrę biskupią nadano elektowi w starokatolickiej katedrze św. Gertrudy w Utrechcie w dniu 5 lipca 1959. W latach 1959–1965 był kierownikiem Sekcji Starokatolickiej ChAT. W latach 1967–1984 był profesorem ChAT. Od 1984 przebywał na emeryturze.
Był nieprzychylnie nastawiony do prymasa Stefana Wyszyńskiego. Na łamach prasy krytykował jego działania i reformy personalne przeprowadzane w Kościele rzymskokatolickim oraz to, iż rzekomo publicznie podżegał do niszczenia świątyń polskokatolickich. Władze PRL były zadowolone z działań podejmowanych przez bp. Rodego, liczba wiernych Kościoła regularnie wzrastała, przybywały nowe parafie na terenie całej Polski. Z czasem jednak władze zaczęły odczuwać, iż aktywność bp. Rodego zmalała, a Kościół stracił misyjnego ducha. Władze państwowe wówczas twierdziły, iż bp Rode nie prowadzi dynamicznych zmian, a tylko powiększa majątkowy i administracyjny stan Kościoła poprzez wcielanie do instytucji kolejnych skłóconych z biskupami rzymskokatolickimi parafii. Również kler i polskokatolicy zaczęli zarzucać zwierzchnikowi zbytnią pychę i nazywanie siebie prymasem. 1 listopada 1965 zmuszono bp. Rodego do złożenia dymisji, a nowym biskupem został Julian Pękala.
Po ponownym włączeniu się w nurt życia kościelnego, powierzono mu szereg funkcji. Był więc oficjałem Sądu Kościelnego, członkiem Rady i Prezydium Rady Synodalnej, członkiem Rady Pedagogicznej przy Radzie Synodalnej, członkiem Kolegium Wydawniczego itp. Od 1978 był członkiem ZBoWiD, a od 1982 Związku Inwalidów Wojennych PRL.
Pochowany na cmentarzu Powązki Wojskowe w Warszawie (kwatera D-12-4/5).

## Wybrane publikacje
- Myśl filozoficzna starożytności i średniowiecza (Wydawnictwo ChAT, 1969)
- Myśl filozoficzna nowożytności i współczesności (Wydawnictwo ChAT, 1971)
- Zarys rozwoju myśli społecznej. Fragmenty (Wydawnictwo ChAT, 1971)
- Ideologia społeczna Nowego Testamentu. T. 1, Idee polityczne i gospodarcze (Wydawnictwo ChAT, 1975)
- Ideologia społeczna Nowego Testamentu. T. 2, Idee społeczne (Wydawnictwo ChAT, 1976)
- Ideologia społeczna Nowego Testamentu. T. 3, Instytucje społeczne, złote myśli społeczne, konkordancja (Wydawnictwo ChAT, 1978)
- Filozofia dziejów rozwoju myśli społecznej. T. 1, Prastarożytność (Wydawnictwo ChAT, 1979)
- Filozofia dziejów rozwoju myśli społecznej. 2, Starożytność (Wydawnictwo ChAT, 1980)
- Filozofia dziejów rozwoju myśli społecznej. T. 3, Średniowiecze i Nowożytność (Wydawnictwo ChAT, 1982)
- Zarys dziejów myśli filozoficznej (Wydawnictwo ChAT, 1982, 1984)
- Ideologia społeczna Nowego Testamentu (Wydawnictwo ChAT, 1986)[6]

## Odznaczenia
- Krzyż Komandorski Orderu Odrodzenia Polski
- Krzyż Oficerski Orderu Odrodzenia Polski
- Złoty Krzyż Zasługi
- Medal 40-lecia Polski Ludowej
- Medal Komisji Edukacji Narodowej
- Złoty Medal „Opiekun Miejsc Pamięci Narodowej”